# Лук Палласа
Лук Палласа (лат. Allium pallasii) — многолетнее травянистое растение, вид рода Лук (Allium) семейства Луковые (Alliaceae).

## Распространение и экология
В природе ареал вида охватывает Сибирь (Алтайские горы), Казахстан, Киргизстан и Китай (Синьцзян-Уйгурский автономный район).
Произрастает на солонцах, карбонатных склонах, выходах пестроцветных пород и на каменистых и щебнистых склонах в альпийском и субальпийском поясе.

## Ботаническое описание
Луковица яйцевидная, диаметром 1—2 мм, наружные оболочки серые, бумагообразные, без жилок или почти кожистые, буроватые с параллельными жилками. Стебель одиночный, иногда в числе двух, высотой 10—65 см, на треть или до половины одетый гладкими влагалищами листьев.
Листья в числе двух—четырёх, шириной 0,5—2,5 мм, нитевидные или узколинейные, гладкие или по краю шероховатые, короче стебля.
Чехол остающийся, обычно в два—три раза длиннее зонтика, коротко заострённый. Зонтик коробочконосный, полушаровидный или чаще шаровидный, многоцветковый, рыхловатый. Цветоножки почти равные, в два—три раза длиннее околоцветника, с немногими прицветниками или, чаще, без них. Листочки широко-колокольчатого, иногда почти звёздчатого околоцветника, розовые, с пурпурной жилкой, блестящие, равные, ланцетные или продолговато-ланцетные, тупые или островатые, длиной 3—4 мм. Нити тычинок равны или в полтора раза длиннее листочков околоцветника, при основании между собой и с околоцветником сросшиеся. Столбик слегка выдается из околоцветника.
Коробочка равна или в полтора раза короче околоцветника.

## Таксономия
Вид Лук Палласа входит в род Лук (Allium) семейства Луковые (Alliaceae) порядка Спаржецветные (Asparagales).
|  |                                      |  |                                                             |                                                             |                   |  | ещё 24 семейства (согласно Системе APG II) | ещё 24 семейства (согласно Системе APG II) |                     |  |  |  | ещё более 870 видов |
|  |                                      |  |                                                             |                                                             |                   |  | ещё 24 семейства (согласно Системе APG II) | ещё 24 семейства (согласно Системе APG II) |                     |  |  |  | ещё более 870 видов |
|  |                                      |  |                                                             | порядок Спаржецветные                                       |                   |  |                                            |                                            | род Лук             |  |  |  |                     |
|  |                                      |  |                                                             | порядок Спаржецветные                                       |                   |  |                                            |                                            | род Лук             |  |  |  |                     |
|  | отдел Цветковые, или Покрытосеменные |  |                                                             |                                                             | семейство Луковые |  |                                            |                                            | вид Лук Палласа     |  |  |  |                     |
|  | отдел Цветковые, или Покрытосеменные |  |                                                             |                                                             | семейство Луковые |  |                                            |                                            |                     |  |  |  |                     |
|  |                                      |  | ещё 44 порядка цветковых растений (согласно Системе APG II) | ещё 44 порядка цветковых растений (согласно Системе APG II) |                   |  |                                            | ещё около 300 родов                        | ещё около 300 родов |  |  |  |                     |
|  |                                      |  |                                                             | ещё 44 порядка цветковых растений (согласно Системе APG II) |                   |  |                                            |                                            | ещё около 300 родов |  |  |  |                     |

### Номенклатурная цитата
A. Pallasii Murr. Comment. Goetting. VI (1775) 32, t. 3; Ldb. Fl. Ross. IV, 170; Крыл. Фл. Зап. Сиб. III (1929) 612. — A. tenue Don Mon. (1826) 34. — A. lepidum Ldb. lc. pl. Fl. Ross. IV (1833) 17. — A. caricifolium Kar. et Kir. in Bull. Soc. Nat. Mosc. XIV (1841) 854. — A. semiretschenskianum Rgl. in A. H. P. V (1878) 630. — A. Alberti Rgl. in A. H. P. V (1878) 632. — Ic.: Ldb. Ic. pl. Fl. Ross. IV (1833), t. 355. — Exs.: H. F. A. M. nº 337. — Л. Палласа.

### Синонимы
По данным базы данных GBIF на декабрь 2023 в синонимику вида входят следующие наименования:
- = Allium albertii Regel — Лук Альберта
- = Allium caricifolium Kar. & Kir.
- = Allium lepidum Ledeb.
- ≡ Allium nitidulum Fisch.
- = Allium nitidulum Fisch. ex Ledeb.
- = Allium pallasii var. macrospathum Regel
- = Allium pallasii var. nitidulum (Fisch. ex Ledeb.) Regel
- = Allium pallasii var. stipellatum Regel
- ≡ Allium saxatile Hohen.
- = Allium saxatile Hohen. ex Boiss.
- = Allium semiretschenskianum Regel
- = Allium tenue G.Don